# Polar Electro
Polar Electro Oy (у всьому світі відомий як Polar) є виробником спортивної техніки, зокрема, відомий розробкою першого у світі бездротового пульсометра.

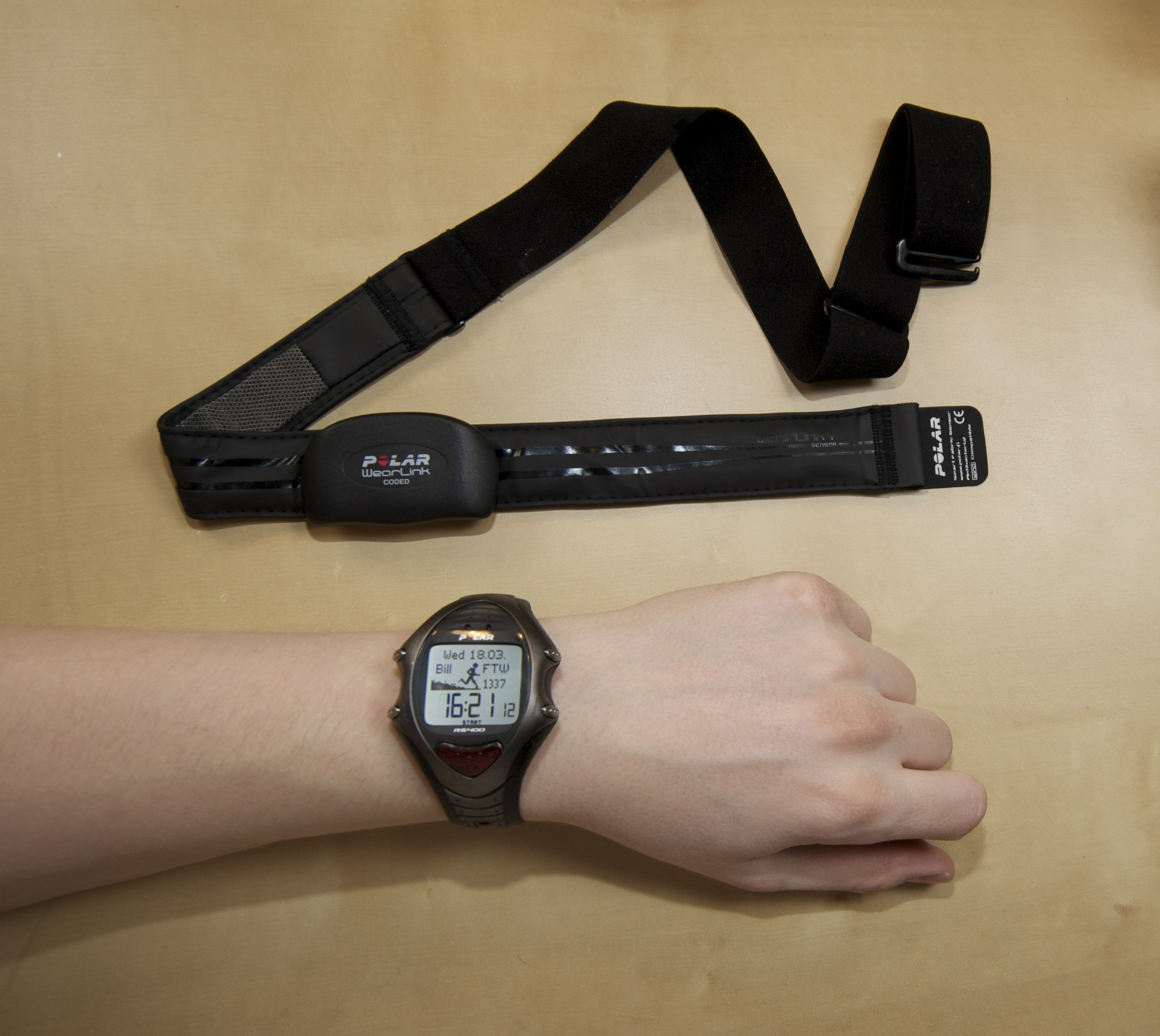
Polar RS400

Компанія базується в Кемпеле, Фінляндія та була заснована в 1977 році. Зараз вона має 26 дочірніх підприємств з 1200 працівників. Polar має приблизно 1200 співробітників у всьому світі. Polar виробляє цілий ряд приладів для моніторингу серцевого ритму та аксесуарів для спортивних тренувань та фітнесу, а також для вимірювання варіабельності серцевого ритму.

## Продукти
| Модель           | Категорія              | Дата презентації |
| ---------------- | ---------------------- | ---------------- |
| Polar Grit X Pro | годинник               | 20-10-2021       |
| Polar Ignite 2   | годинник               | 20-04-2021       |
| Polar Vantage M2 | годинник               | 20-03-2021       |
| Polar Vantage V2 | годинник               | 07-10-2020       |
| Polar Unite      | годинник               | 30-06-2020       |
| Polar Grit X     | годинник               | 22-04-2020       |
| Polar Ignite     | годинник               | 26-06-2019       |
| Polar Vantage M  | годинник               | 13-09-2018       |
| Polar Vantage V  | годинник               | 13-09-2018       |
| Polar A370       | годинник               | 24-05-2017       |
| Polar H10        | датчик серцевого ритму | 15-03-2017       |
| Polar H9         | датчик серцевого ритму | 29-01-2020       |
| Polar OH1        | датчик серцевого ритму | 20-03-2019       |
| Polar M200       | годинник               | 06-10-2016       |
| Polar M430       | годинник               | 06-04-2017       |
| Polar M460       | велокомп'ютер          | 12-04-2017       |
| Polar V650       | велокомп'ютер          | 26-01-2014       |